# Semion Bogdanov
Pour les articles homonymes, voir Bogdanov.
Semion Ilitch Bogdanov (russe : Семён Ильич Богданов), né en 1894 et mort en 1960, est un commandant des troupes blindées de l'Armée rouge puis de l'Armée soviétique.
Il est principalement connu pour avoir été de septembre 1943 à mai 1947 le commandant de la 2e armée blindée, qui prend le nom de 2e armée blindée de la Garde en novembre 1944. Pour son action à la tête de son armée notamment pendant l'opération Ouman-Botoshansk, l'offensive Vistule-Oder, la conquête de la Poméranie orientale et la bataille de Berlin, il est fait maréchal des troupes blindées et reçoit deux fois le titre de héros de l'Union soviétique.

## Biographie
Semion Ilitch Bogdanov est né le 29 août 1894 (selon le calendrier grégorien, correspondant au 17 août 1894 selon le calendrier julien) à Saint-Pétersbourg ; il est le fils d'un ouvrier de l'usine Poutilov originaire des environs de Pskov. L'éducation de Semion se limite à l'école primaire, complétée par des cours du soir. Dès 1906, il est apprenti à la fonderie Borovsky, puis dans l'usine où travaille son père à partir de 1908. En 1914, il intègre le chantier naval de Revel.

### Début de carrière
Volontaire à partir de janvier 1915 dans l'Armée impériale russe comme soldat, il devient membre du bataillon aéronautique de réserve du front Nord. En mai 1917, il est diplômé de l'école des sous-officiers et termine le conflit avec le grade d'adjudant dans un régiment de réserve. Démobilisé, il rejoint en juin 1918 l'Armée rouge des ouvriers et paysans en pleine guerre civile russe : il commande successivement un peloton d'infanterie, puis une compagnie et enfin un bataillon, participant notamment à la guerre soviéto-polonaise de 1919 à 1921, pendant laquelle il est blessé. En 1921, il est envoyé à l'école d'infanterie des « élèves commandants » (équivalent au grade d'aspirant), puis participe à la lutte contre les frères Antonov, qui sont à la tête du soulèvement paysans de Tambov (l'« armée bleue », d'inspiration socialiste-révolutionnaire).
En 1923, il sort diplômé de l'école militaire supérieure de Moscou et prend le commandement d'un bataillon. En 1930, il bénéficie d'une formation d'amélioration en tactique d'infanterie. De mai 1932 à octobre 1935, il est commandant du 134e régiment de fusiliers au sein du tout nouveau 45e corps mécanisé (mis sur pied en mai 1932 à partir de la 45e division de fusiliers). En 1936, il est diplômé de l'Académie militaire de mécanisation et de motorisation (école portant le nom de Joseph Staline). En janvier 1937, il est commandant (Комбриг : Kombrig) de la 9e brigade mécanisée. Mais le 1er mai 1938, vers la fin des Grandes Purges (la Iejovchtchina) marquées par de très nombreuses dénonciations, arrestations et exécutions des cadres de l'Armée, Bogdanov est arrêté par le NKVD, interrogé et inculpé de crimes contre-révolutionnaires ; sa famille est forcée de le dénoncer comme un « ennemi du peuple » ; il n'est libéré qu'en octobre 1939 par une amnistie.
De mars à décembre 1940, il est le commandant de l'infanterie de la 29e division mécanisée. Le 20 juillet 1940, lors du rétablissement des grades, il reçoit celui de colonel. De décembre 1940 à mars 1941, il exerce la fonction de chef de la 31e brigade de tanks légers. Le 11 mars 1941, il est nommé commandant de la 30e division blindée.

### Grande Guerre patriotique
La 30e division blindée commandée par Bogdanov fait partie en juin 1941 du 14e corps mécanisé de la 4e armée, dans le district militaire de l'Ouest. Il est caserné à Proujany, en Biélorussie. Le 22 juin 1941 au petit matin, l'attaque allemande surprend les forces soviétiques ; l'essentiel des unités du front de l'Ouest se font broyer en quelques semaines, notamment les troupes mécanisées qui sont engagées en contre-attaques. À la mi-juillet, la division Bogdanov a perdu tous ses chars et la majeure partie de son personnel, mais son chef arrive à s'échapper de la poche de Minsk. Nommé commandant adjoint de la 5e armée du front du Sud-Ouest, une grande unité qui est à son tour détruite dans la poche de Kiev en août-septembre 1941, d'où Bogdanov à la chance de sortir. Jusqu'en mars 1942, il commande la zone fortifiée de Mojaïsk, participant ainsi à la bataille de Moscou. De mars à mai 1942, il commande les blindés de la 10e armée.
Le 19 mai 1942, il est nommé commandant du 12e corps blindé, puis le 21 juillet 1942 il obtient le grade de major-général. Son unité participe en août 1942 à la contre-attaque de Kozelsk. Démis de ses fonctions sous l'accusation de lâcheté, il est renvoyé au front dès le 26 septembre 1942 comme chef du 6e corps mécanisé au sein de la 2e armée de la Garde du front de Stalingrad, se battant autour de Kotelnikovo. En récompense, l'unité de Bogdanov devient le 9 janvier 1943 le 5e corps mécanisé de la Garde. C'est seulement à la fin de 1942 que Bogdanov devient membre du Parti communiste.
Le 11 mars 1943, on confie à Bogdanov le 9e corps blindé (de la 13e armée du front central). Le 7 juin 1943, il passe au grade de lieutenant-colonel. En juillet 1943, son unité est engagée dans la partie sud de la bataille de Koursk (notamment l'opération Koutouzov), y subissant de lourdes pertes.
Le 1er septembre 1943, il obtient le commandement de la 2e armée blindée. Il commande cette grande unité pendant les opérations de Tchernihiv-Pripyat, de Korsun-Shevchenkovsky, d'Ouman–Botoșani (Umansky-Botoshansky, dans le cadre de l'offensive Dniepr-Carpates), de Lublin-Brest (opération Bagration), de Vistule-Oder, de Poméranie orientale et de Berlin. Bogdanov reçoit le titre de héros de l'Union soviétique le 11 mars 1944, devient colonel-général le 24 avril 1944, est blessé à l'épaule près de Lublin le 23 juillet 1944 (cinq mois d'hospitalisation, remplacé par son chef d'état-major le major-général Radzievski), son unité devient le 22 novembre 1944 la 2e armée blindée de la Garde et il reçoit une seconde étoile d'or le 6 avril 1945.
Selon l'historien Jean Lopez, Bogdanov est « d'une résistance physique exceptionnelle, il est constamment avec ses éléments de pointe depuis l'été 1941, expliquant en détail ses ordres à ses chefs de brigade qui l'apprécient pour son égalité d'humeur et sa politesse. »

### Guerre froide
Le 1er juin 1945, Bogdanov devient maréchal des troupes blindées. En juillet, son armée est renommée 2e armée mécanisée de la Garde ; de 1945 à 1947, en plus du commandement de cette armée, il est à la tête de l'Administration militaire soviétique dans le Brandebourg occupé. En mai 1947, il prend le poste de commandant des forces mécanisées du groupe des troupes d'occupation soviétiques en Allemagne. En décembre 1948, il est nommé commandant de toutes les troupes blindées et mécanisées de l'Armée soviétique.
En avril 1953, après la mort de Joseph Staline, il est envoyé commander la 7e armée mécanisée dans le district militaire de Biélorussie. Puis en mai 1954 il devient le commandant de l'Académie militaire des forces blindées. Il quitte le service actif pour des raisons de santé en mai 1956. Il est mort le 12 mars 1960 à Moscou d'un accident vasculaire cérébral. Ses restes sont enterrés au cimetière de Novodevitchi.